# 迷幻黑彩虹
《迷幻黑彩虹》（英語：Beyond the Black Rainbow）是一部2010年加拿大迷幻科幻恐怖片，由帕諾斯·柯斯麥托斯自編自導，麥可·羅傑斯、伊娃·艾倫（Eva Allan）和史考特·海蘭德主演。電影描述神秘的奈爾博士（Dr. Nyle，羅傑斯飾演）囚禁了少女艾琳娜（Elena，艾倫飾演）並對她進行實驗和觀察，以激發出她潛在的力量；當艾琳娜試圖逃離研究所的同時，她和奈爾不為人知的關係以及研究所的內幕也將揭曉。
《迷幻黑彩虹》為柯斯麥托斯執導的首部長片，靈感取自「朦朧的午夜電影和週六晨間漫畫的童年記憶」以及兩種電影概念的結合。《迷幻黑彩虹》的預算大多來自《絕命終結者》（1993年）的DVD盈餘。該片花了一年的時間在溫哥華拍攝和製作。《迷幻黑彩虹》2010年12月3日在惠斯勒影展上首映，後相繼於2011年翠貝卡影展、幻想曲國際影展等影展上放映；該片在美國由木蘭發行公司發行，2012年5月20日有限上映。
起初，《迷幻黑彩虹》在影評界和觀眾間皆獲得了負面居多的評價；主要被批評難以理解的超現實橋段，且步調過於緩慢，但視覺效果和配樂則獲得了一致肯定。該片在後來開始陸續收獲了一些較正面的評價，除了視覺效果和配樂外，大膽的風格和主題都獲得了讚賞。許多影評人常將《迷幻黑彩虹》與多部經典電影作品作比較，如史丹利·庫柏力克的《2001太空漫遊》（1968年）和喬治·盧卡斯的《五百年後》（1971年）。後來，《迷幻黑彩虹》成為了受到粉絲推崇的邪典电影。

## 劇情
1960年代，阿爾伯里亞博士成立了阿爾伯里亞研究所，這是一個以新紀元為宗旨的研究機構，該機構致力於追求科學與靈性之間的調和，以使人類進入一個永恆快樂的新紀元。1983年，阿爾伯里歐博士的工作全被他的門徒貝瑞·奈爾博士所接管。表面上，他是一位迷人而英俊的科學家，事實上，奈爾是名精神病患者，他一直將一名年輕的女孩艾琳娜監禁於一個精心設計的研究所。奈爾發現了艾琳娜能施展超能力，便以一個會發光的稜鏡裝置來抑制她的能力。
為了能深入瞭解艾琳娜的能力，奈爾讓她接受日常治療並定期審訊她。在此期間，幾乎不發一語的艾琳娜只能透過心靈感應的方式和她的父親溝通。到了晚上，艾琳娜被放在明亮且全白的房間中，僅有一台電視機陪伴她；而奈爾則回家與妻子度過了自己的夜晚，且他必須大量的處方藥來抑制自己的病情。
為了引起艾琳娜的情緒反應，奈爾向她描述了艾琳娜死去的母親：「美麗」且「有吸引力」。之後，他和艾琳娜暗示，她母親的一張照片可能藏在她的房間裡；這使艾琳娜在她床下發現了這張照片。那天晚上，正要回家的工作人員兼艾琳娜的看護瑪格發現了奈爾在艾琳娜房外牆上的紀錄筆記（放置筆記的抽屜按鈕失靈）。在筆記中有著奇怪的符號和圖像，以表明奈爾對艾琳娜有著暴力性強迫症。因筆記中的內容令人不適，使瑪格將該筆記放回原處。不久之後，正準備就寢的奈爾接到了一通電話，然後衝回研究所，並發現那本筆記的附近有瑪格的香菸菸灰，使他服用了迷幻藥物來鎮定自己。
隔天，抱著質疑心的奈爾告訴瑪格，艾琳娜在房間裡私藏了違禁品；使瑪格至房間送餐點時發現了艾琳娜私藏的照片，但當瑪格試圖拿走它時，艾琳娜用超能力將瑪格爆頭而死。監視艾琳娜行為的奈爾對這超能力的展現很感興趣，且對瑪格的死感到高興。他允許艾琳娜離開她的牢房，並啟動了稜鏡裝置，導致她開始抽搐並昏迷。在失去意識的狀態下，艾琳娜被一名身穿紅色太空服的高個子靠近並用注射器扎了她。
之後，奈爾前去看望阿爾伯里亞博士，現在的他已衰老不堪並待在研究所的某處。衰老的阿爾伯里亞並未知曉奈爾的精神病症狀，而仍認為他是自己最好的門徒。在1966年的閃回片段中透露，艾琳娜的母親是阿爾伯里亞博士的妻子——安娜；當阿爾伯里亞親自帶領年輕的奈爾讓他完成一項超越性的計劃，而安娜也在一旁看著。作為該計劃的一部份，奈爾沉入了一大桶黑色液體中並使自己看見了超凡世界的情景；當奈爾發狂般的出來後，攻擊了安娜並害死了她。對此無動於衷的阿爾伯里亞博士將嬰兒艾琳娜放入黑色液體中。回到現在，奈爾讓阿爾伯里亞博士透過服用過量藥物來殺死了他。
奈爾回到家中，將自己的假髮和隱形眼鏡取下，顯示出自己缺乏頭髮和異樣虹膜顏色的樣貌。他換了服裝並試圖向妻子解釋自己的內心痛苦後，便捏碎了她的頭。與此同時，從昏迷中醒來的艾琳娜離開了房間並試圖從研究所逃脫；一路上，她躲過了一個喪屍般的實驗體，並遇見了一個孤獨的，他似乎沒有看見艾琳娜而是將面罩取下，露出了孩子般的面孔。另一方面，決定斷絕物質世界的奈爾拿著被稱為「魔鬼的眼淚」（The Devil's Tear-Drop）的禮儀匕首開始追逐著逃脫研究所的艾琳娜。追著她到研究所周圍的樹林時，奈爾遇見了兩名年輕人；在殺了其中一人後，他堅持另一人性侵了艾琳娜並用匕首殺了對方。
當奈爾在一個空地發現了艾琳娜後，他不斷地懇求對方「到我這來」。艾琳娜用她的超能力牽制住奈爾的腳，當他試圖掙脫並跨越時，奈爾卻摔倒並使自己的頭撞上一塊石頭而死。艾琳娜為此露出笑容，並一路抵達了發出電視機光線的一個小鎮。片尾名單後，畫面顯示一個的可動人偶放在地毯上，且在電影結束前，能聽見一段雜亂且語句相反的無線電語音。

## 演員

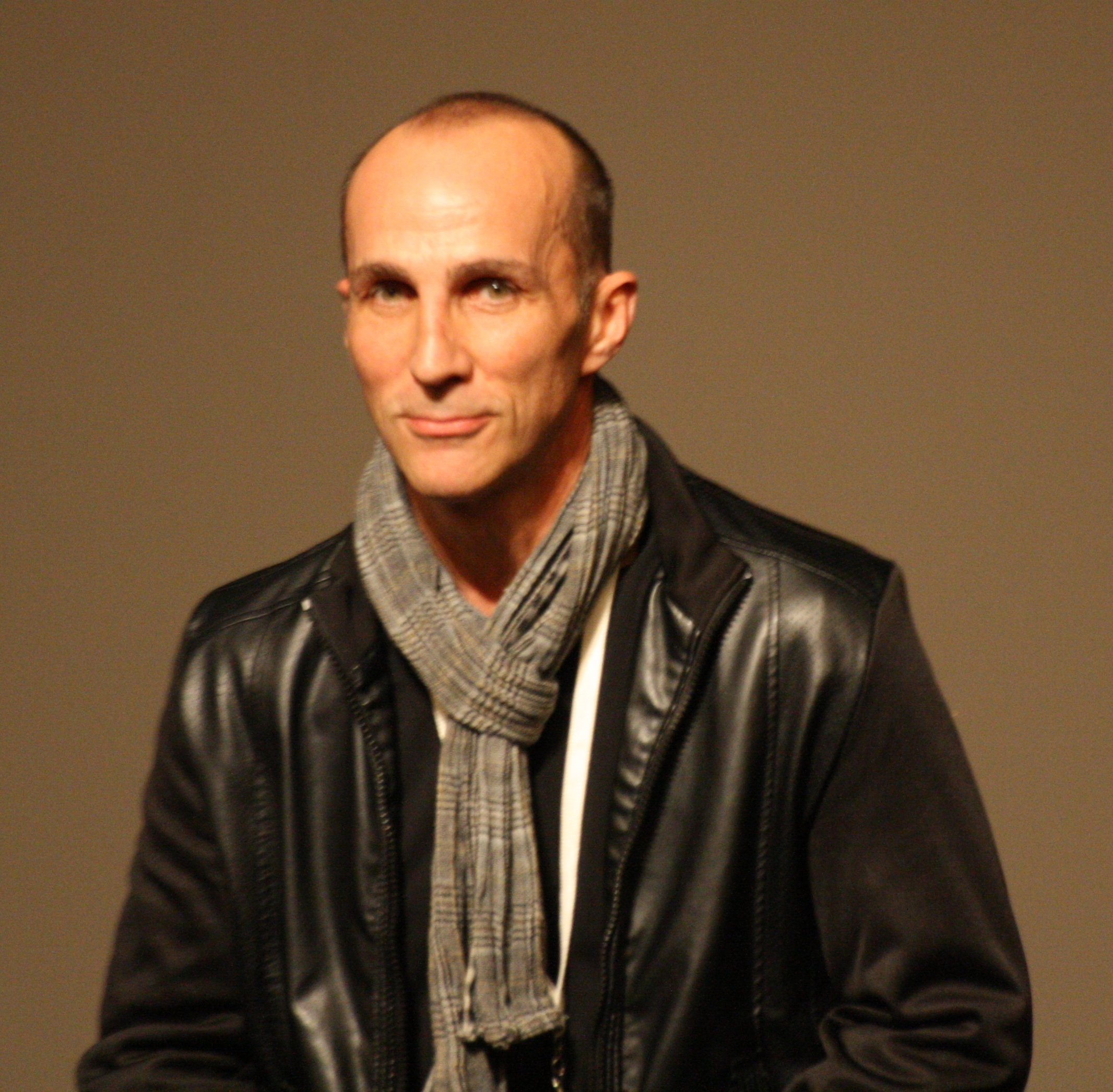
在試鏡過程中，麥可·羅傑斯很快成為導演柯斯麥托斯對貝瑞·奈爾的首選

- 麥可·羅傑斯飾演貝瑞·奈爾（Barry Nyle）[9]：阿爾伯里亞研究所的負責人，他在1966年的一項計劃體驗後成為了精神病患者，並對艾琳娜有種異樣的執著。

導演柯斯麥托斯透露，奈爾一角並未找上任何演員，而羅傑斯則是他在試鏡時發現的；當羅傑斯朗誦了一段台詞後，便立刻成為導演的第一選擇。在所有演員中，柯斯麥托斯花最多時間來詳細地向羅傑斯說明如何處理這個角色。
- 伊娃·艾倫（Eva Allan）飾演艾琳娜（Elena）[9]：安娜和梅庫里歐的女兒，被關於阿爾伯里亞研究所中與外界隔離後，她被發現擁有超能力。

導演柯斯麥托斯為艾琳娜一角所挑選的演員比其他角色來得多。柯斯麥托斯表示，艾倫是艾琳娜的頭號人選，並形容「她本能地明白如何處理角色」。在拍攝時期，柯斯麥托斯不想讓她背負著沉重的故事或自己想要的角色，所以他很少和艾倫說話，僅試圖在鏡頭前引導著她。
- 史考特·海蘭德飾演梅庫里歐·阿爾伯里亞（Mercurio Arboria）[9]：隱居的新紀元精神領袖，為了幫助人類達到靈性上的幸福及超越性（英语：Transcendence (religion)）而創立了阿爾伯里亞研究所。
- 瑪麗蓮·諾里（英语：Marilyn Norry）飾演蘿絲瑪莉·奈爾（Rosemary Nyle）[9]：貝瑞溫柔的妻子，總是給予他無盡的讚美。
- 羅德·雷諾森（Rondel Reynoldson）飾演瑪格（Margo）[9]：艾琳娜缺乏同情心的看護兼研究所的員工。

對於瑪格一角，柯斯麥托斯給予雷諾森的指示很簡單：「妳是一名很差的銀行櫃員。」
- 莎拉·托克斯塔德（Sara Stockstad）飾演安娜·阿爾伯里亞（Anna Arboria）[9]：艾琳娜的母親和梅庫里歐的妻子。僅於倒敘片段及照片中現身。
- 羅伊·凱普薩爾（Roy Campsall）飾演[9][8][13]：阿爾伯里亞研究所中的一種人造生物體。

## 製作
孩童時期的帕諾斯·柯斯麥托斯經常光顧一間名為的影帶商店；在此期間，他會到R級恐怖片和科幻片的區域瀏覽影帶的外盒，雖然他還不能看這些電影，但他會自行在腦海中想像這部片會什麼樣子；柯斯麥托斯後來在製作《迷幻黑彩虹》時又回想了這段經歷，他的目標是「創作出一部看似是卻又從未曾存在的電影。」該片的故事設定於1983年，這主要是來自他光顧的第一年。此外，柯斯麥托斯還認為以該想法在1984年前來拍這部電影將會很有趣。柯斯麥托斯起初有著兩個項目的構想，其中一部是關於一名女孩被困於避難所的電影，而另一部則是在描述一間根本不存在的研究設施電影。最後，柯斯麥托斯在同一部片中合併兩者，成為了《迷幻黑彩虹》。柯斯麥托斯表示，靈感也來自「朦朧的午夜電影和週六晨間漫畫的童年記憶」。
柯斯麥托斯透露，他的父母圍繞於「該片中的每一幀」。他的父親是導演喬治·柯斯麥托斯（知名作品如1985年的《第一滴血續集》和1986年的《眼鏡蛇》），於2005年4月去世；而母親則是瑞典雕刻藝術家貝爾吉塔·永貝里-柯斯麥托斯（Birgitta Ljungberg-Cosmatos），經過與癌症的長期對抗後於1997年7月過世。由於母親的死，讓難以走出傷痛的柯斯麥托斯陷入了自我毀滅般的酒癮和憂鬱。在父親也去世後，他的心情感到更加複雜和悲傷；直到柯斯麥托斯開始接受治療，並打算以編導的身份製作一部電影來當作療癒的一部份。柯斯麥托斯在電影製作時將他們兩人特質結合，分別為父親的「爆米花電影」套路和他母親令人難以忘懷的實驗藝術。

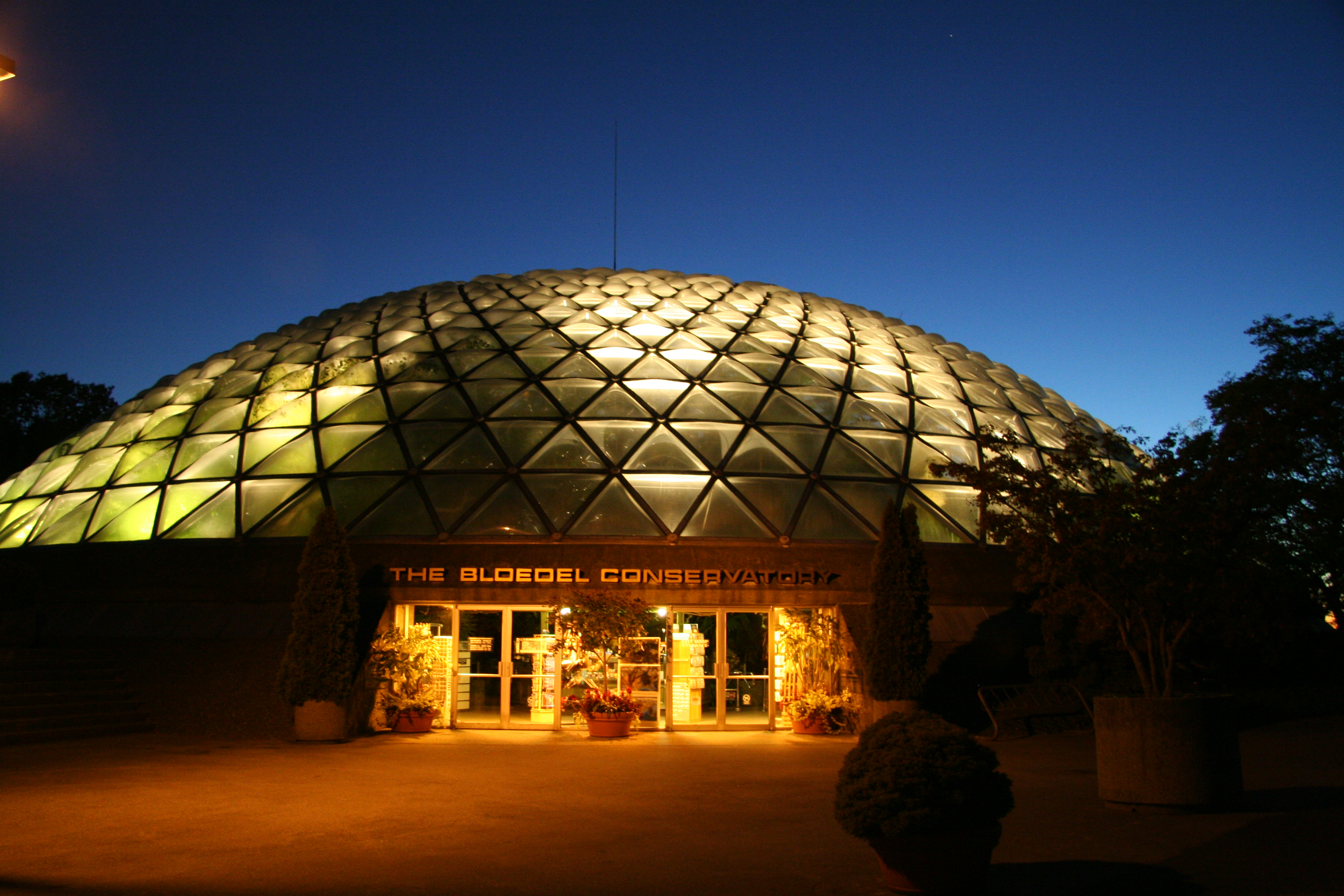
布魯代爾花鳥保護園的內部和外部在片中被多次使用

《迷幻黑彩虹》的製片資金來自柯斯麥托斯之父電影《絕命終結者》（1993年）的DVD盈餘。於2007年開始撰寫劇本後，住在溫哥華島的柯斯麥托斯本想在那裡拍攝，但因當地沒有電影製作的基本設備，所以隔年搬到溫哥華，才加快了製作進度。
該片的主要拍攝於2008年底開始進行，並以潘那维申35毫米攝影機在三週內拍攝完成，從開拍到後製共花了一年。該片的取景地包括了布魯代爾花鳥保護園，其內部和外部在片中被多次使用。攝影指導諾姆·李指出，柯斯麥托斯用的是70年代和80年代留下來的電影膠捲，其具有「豐富的顆粒感、彩度和質感」，他認為35毫米格式是「唯一的拍攝方式。」此外，柯斯麥托斯表示自己在拍攝時最喜歡的部分是夜間駕駛的場景。

## 風格

### 視覺
《迷幻黑彩虹》當中的視覺風格獲得了讚賞。導演柯斯麥托斯表示他對「現代主義」色彩的運用是受到了麥可·曼恩電影《戰士魔鬼堡》（1983年）和《1987大懸案》（1986年）的影響。片中藍色色調的攝影被柯斯麥托斯稱作「夜間模式」，啟發自約翰·卡本特電影《黑星球》（1974年）中的冷凍庫場景。攝影指導諾姆·李也提供了其他參考對象，如喬治·盧卡斯電影《五百年後》（1971年）、達利歐·阿基多電影《坐立不安》（1977年）和傻瓜龐克電影《傻瓜龐克之機器人現形記》（2006年）。有部分影評人也探討了《迷幻黑彩虹》與史丹利·庫柏力克電影《2001太空漫遊》（1968年）和《發條橘子》（1971年）之間的相似處；對此，柯斯麥托斯回應：「我愛史丹利·庫柏力克，看過並盡可能地內化他所有的作品，如有雷同之處並非本意。」除此之外，也有影評人將《迷幻黑彩虹》與安德烈·塔可夫斯基電影《飛向太空》（1972年）、肯·羅素電影《變形博士》（1980年）和加斯帕·諾埃電影《嗑到荼靡》（2009年）作了比較；其中，柯斯麥托斯評論《嗑到荼靡》：「非常有趣、美麗的電影。」
在片中，1966年閃回片段受到艾里亞斯·默海吉的實驗性恐怖片《受生》（1990年）所啟發。《受生》完全以高對比度的黑白鏡頭拍攝，對柯斯麥托斯而言「可謂閃回的完美表現，我希望有種失敗且腐朽工藝品的感覺。」而年輕的貝瑞·奈爾在片中的迷幻體驗則受到尚盧·高達電影《輕蔑》（1963年）中的「與天為敵」一段所啟發。
柯斯麥托斯也受其他視覺媒體的影響。導演表明自己對於漫畫雜誌《重金屬》和法國漫畫家尚·吉羅作品的熱愛。此外，他也曾受到奇幻畫派的影響，尤其法蘭克·法拉捷特的畫作。諾姆·李表示，他和導演「都會看抽象畫、照片和建築設計的書籍」來尋找靈感。

### 步調
《迷幻黑彩虹》其中的一特色是刻意緩慢的步調。據柯斯麥托斯表示，《迷幻黑彩虹》對他來說是屬於「出神電影」（trance film）的一種。《迷幻黑彩虹》參考了法蘭西斯·柯波拉電影《現代啟示錄》（1979年）、亞倫·雷奈電影《去年在馬倫巴》（1961年）和索爾·巴斯電影《第四階段》（1974年）的攝影，以配合其緩慢的步調。柯斯麥托斯解釋了自己為該片撰寫劇本背後的基本原理，即淡化了「它非常明確的核心故事」，改使用「具有神秘美感」的方法：
|  | 我決定盡可能寫得簡單點，然後讓視覺效果和電影的面貌圍繞著一些很簡單的事物來展開。在那天結束時，我決定降低故事元素，好讓視覺和故事元素更加突出，使其更加夢幻且不受故事的驅動。 |

## 主題

### 控制
導演柯斯麥托斯表示，他對社會控制的機構、我們對自身的內部控制及宗教如何影響我們的意識和社會很感興趣。這些哲學思想皆出現在《迷幻黑彩虹》之中，是一部探討著抑制和控制情緒的電影。柯斯麥托斯透過閱讀垮掉的一代小說家威廉·柏洛茲的科幻作品和大量涉及社會控制的書籍來處理這些主題。
根據柯斯麥托斯的說法，阿爾伯里亞研究所的「呆板的幾何世界」在視覺上符合了電影的「控制」主題。尤其對奈爾博士而言便是如此，他「非常有知識，試圖創造一個非常受控的環境來帶給自己一種權利感。」而負責抑制艾琳娜超能力的發光三角稜鏡則是另一個控制的象徵。該研究所中有著大量反射的表面，如走廊的牆壁、治療室內的巨大玻璃片、的無限鏡面房間，以及瑪格的眼鏡也都被認為是該想法的暗示。對許多古代文化來說，鏡子是自我意識、知覺和智慧的象徵，也是自豪和虛榮的泉源。此外，阿爾伯里亞研究所的室內設計視覺則是參考自《五百年後》。
由於該片的主題「控制」反映了北美80年代的政治氣候，《迷幻黑彩虹》被稱為「雷根時代的發燒夢」。片中有兩段對於已故美國總統在冷戰時的妄想情緒暗示，分別為電視機中充滿不安氛圍的隆納·雷根本人演講片段，以及前巴拿馬將領兼毒梟曼紐·諾瑞嘉的外套（奈爾博士的字樣外套）；這兩者的關聯在於伊朗門事件一醜聞。

### 身份
《迷幻黑彩虹》的另一個主題為「身份」。在片中，奈爾博士經歷了一次徹底的人格改變，主因來自他於1966年在梅庫里歐·阿爾伯里亞的監督下所進行的實驗。為此造成的心理陰影不僅使他的思想嚴重受損，也連帶影響了身體，如奈爾被迫使用假髮和隱形眼鏡等物件。就和許多洛式恐怖作品的主角相似，奈爾博士最終是個可悲的角色：他淵博的知識、內斂的風度和精心受控的工作環境把持住他腦海中的非理性及混亂燃燒的力量。最後，博士經歷了身體和心理上的轉變，在此喪失了所有的控制權並使他陷入瘋狂。

### 對嬰兒潮的批評
柯斯麥托斯不喜歡婴儿潮一代的精神理想，這也是在《迷幻黑彩虹》中所探討的另一個問題。對他來說，該時期的人尋找著替代性的信仰體系好使他們能深入神秘學的黑暗面，反過來破壞了他們對於開悟的追求。片中還探討了使用迷幻藥物來達成思維拓展的目的；影評人史考特·貝格斯（Scott Beggs）寫道：「這種迷幻代表著花孩與迷幻蘑菇和睦之旅的直接對立。」並稱《迷幻黑彩虹》是「黑暗且令人不安」。UGO頻道網站的喬登·霍夫曼（Jordan Hoffman）也注意到了這兩項要素，並在評論中表示，在片中有幾個「做壞事的新紀元科學家已讓他們的實驗和意識改變藥物能使一名年輕女性產生變異」——即在這種情況下的艾琳娜。柯斯麥托斯解釋了為何阿爾伯里亞博士創造優越人類的計劃會失敗：
|  | 我認為阿爾伯里亞有點天真，企圖操縱意識並控制思想。他有希望擴展人類意識的最佳目標，但我認為他的自負阻礙了這一點，且最後變成了一個具有惡意、毀滅性的事物。在電影中有一段揭曉了毫無人性的真相，成為了無法實現的目標，整個事情開始瓦解，那就是「黑彩虹」：試圖達成某種不可能的狀態，最終可能帶來毀滅。 |

## 音樂
溫哥華搖滾樂團黑山鍵盤手傑瑞米·史密特（Jeremy Schmidt）在當時掛名為，他應導演柯斯麥托斯的邀請為《迷幻黑彩虹》的配樂作曲。導演曾在對史密特的私人放映中使用了一歌曲，該歌曲來自於史密特獨創的長期項目計劃。他也相當欣賞許多知名的電影配樂作曲家，如橘夢樂團、約翰·卡本特和為《午夜快車》（1978年）與《美國舞男》（1980年）配樂的喬治歐·莫瑞德。史密特還將《鬼店》（1980年）及《保送入學》（1983年）的背景音樂作為《迷幻黑彩虹》樂譜的音樂藍本。
除了《鬼店》影響配樂外，史密特也將喬治·李蓋蒂和克里斯多福·潘德列茨基的作品列為聲調的試金石。他們的音樂已成為了科幻和恐怖類型的象徵和柯斯麥托斯在年輕時所迷戀的對象。李蓋蒂較知名的是在《2001太空漫遊》中的作品《Lux Aeterna》和《氣氛》，而潘德列茨基則以被用於《大法師》（1973）中的《Polymorphia》及《路登的魔鬼》中的部分音樂而聞名。
對於他的模擬合成聲調，史密特使用了以下設備：一台Prophet-5、兩台Oberheim、一台Moog Taurus低音踏板、一台Korg CX-3琴和Mellotron琴。在電影的閃回片段中能聽見許多發出的聲音，且柯斯麥托斯還使用了平克·弗洛伊德的〈Set the Controls for the Heart of the Sun〉來作為暫時音軌。史密特表示：「所選擇的聲音的調色板絕對讓人回想起『啟蒙新時代』。」其混音由位在溫哥華的Otic Sound成員約書亞·史蒂文森（Joshua Stevenson）負責。
《迷幻黑彩虹》的電影原聲帶直到2014年9月2日才由發行。此外，在片尾播放的歌曲是SSQ所創作的。
| 曲目列表 | 曲目列表                                      | 曲目列表 |
| 曲序     | 曲目                                          | 时长     |
| -------- | --------------------------------------------- | -------- |
| 1.       | Forever Dilating Eye                          | 4:19     |
| 2.       | Elena's Sound-World                           | 5:10     |
| 3.       | Run Program: Sentionauts                      | 2:59     |
| 4.       | Arboria Tapes - Award Winning Gardens         | 3:02     |
| 5.       | 1983 - Main Theme                             | 3:19     |
| 6.       | 1966 - Let the New Age of Enlightenment Begin | 16:30    |
| 7.       | Sentionauts II                                | 3:29     |
| 总时长： | 总时长：                                      | 38:48    |

## 發行
《迷幻黑彩虹》2010年12月3日登上惠斯勒影展舉行全球首映，後相繼於2011年翠貝卡影展、幻想曲國際影展等影展上放映。美國由木蘭發行公司定於2012年5月20日有限上映；截至2012年8月2日，該片在五間影院的總票房達5萬6491美元，表現平庸。《迷幻黑彩虹》的DVD和藍光於2012年9月11日發行，分級為「R級」，代表片中有著「一些血腥暴力、令人不安的畫面、性暗示影像、語言和毒品的內容」。

## 反響

### 評價
《迷幻黑彩虹》整體獲得的評價褒貶不一。導演帕諾斯·柯斯麥托斯表示，該片起初獲得「缺乏熱情，甚至消極透頂」的反響，但在2011年翠貝卡影展之後便開始收獲了較正面的評價。《迷幻黑彩虹》在爛番茄網站上根據29篇評論，持有52%的新鮮度，平均得分5.7/10，尚未有達成共識的評論。而在Metacritic上根據10篇評論，則獲得了49分，這代表著「好壞平均參雜的評價」。
其負面評價主要集中於劇情上令人費解的超現實橋段、來自各作品的膚淺拼湊及過於緩慢的節奏；《匹茲堡郵報》的東尼·諾曼（Tony Norman）批評：「整個氛圍言之無物」，且《紐約每日新聞》的喬·諾伊邁爾（Joe Neumaier）認為該片並非無趣但在本質上仍算失敗。《波士頓環球報》的馬克·菲尼（Mark Feeney）表示，最初的氛圍令人印象深刻，但最終變得可笑，概念更適合用於短片（來表達）。好壞兩極的評價則如MSN Movies的威廉·高斯（William Goss）稱讚了該片的超現實氛圍和合成樂，但它仍「不是我所喜歡的類型」；《奧斯汀紀事報》的馬裘·鮑姆加登（Marjorie Baumgarten）批評該片的劇情莫名其妙、難以理解，但稱讚了其視覺效果。《紐約時報》的珍妮特·凱索利斯（Jeannette Catsoulis）也給了毀譽參半的評價，她認為除非是午夜電影的粉絲，否則可能無法享受片中呈現的復古怪異感。Tiny Mix Tapes網站的丹尼爾·薩金特（Daniel Sargeant）在5星的評價中僅給了該片1星，他認為柯斯麥托斯非常迷戀創造他扭曲的迷幻，但無法傳達他的想法，使電影最終成為一串不連貫的影像。薩金特雖然稱讚了片中的配樂，但不認為該片不足以維持住一名忠實觀眾的兩個小時。網站的亞莉安娜·柯倫勃蘭德（Ariane Colenbrander）簡單地表示：「電影並非適合任何人；我不得不在接近尾聲時回過神來並走出大廳。」
後來，該片開始獲得了的正面評價，除了大膽的風格、視覺效果、氛圍外，演員麥可·羅傑斯在片中令人毛骨悚然的演出也獲得了肯定；這也使《迷幻黑彩虹》被部分影評人和粉絲推崇為一部邪典電影。《Time Out》的麥特·辛格（Matt Singer）認為雖然最後的結局讓人覺得有點反胃，但他表示歡迎具有挑戰性、超現實午夜電影的回歸。影音俱樂部網站的艾莉森·威爾莫（Alison Willmore）給了該片「B+」的評價，她稱讚了當中的大膽風格，並形容《迷幻黑彩虹》是「一趟令人毛骨悚然的電影沈醉之旅」。《IndieWire》的艾瑞克·考恩（Eric Kohn）評論：「《迷幻黑彩虹》是一趟雷根時代的心靈之旅」；他表示該片是不合時宜的視聽盛宴，但認為蘊含懷舊之情，引人入勝且充滿樂趣。《好萊塢報導》的賈斯汀·勞（Justin Lowe）認為雖然該片有著朦朧的畫面和常令人難以理解的情節發展，但柯斯麥托斯在聲音設計和視覺風格上的掌控始終如一，並稱讚了傑瑞米·史密特的配樂。《偏鋒雜誌》的賽門·亞柏拉罕（Simon Abrams）給了該片3星半（滿分4星）的評價：「這是一趟沉浸旅程，必將徹底改變你。旅程好壞完全取決於個人。」他還注意到導演努力地透過銳利的色彩對比度和柔焦鏡頭來拍攝一連串的影像來擴大觀眾的視線。
《迷幻黑彩虹》被各媒體和影評人列入最佳電影名單上，特別是科幻類型；如在網站的2016年「21世紀至今50部最佳科幻電影」中名列第27位、在網站的2016年「21世紀至今50部最佳科幻電影」中名列第20位，以及在Fandor網站2016年「本世紀最佳科幻作品（至今）」中名列第19位。2017年，網站將《迷幻黑彩虹》列於「2010年代10部令人驚嘆的科幻電影」中的第1位。

### 獎項
| 獎項和提名         | 獎項和提名     | 獎項和提名             | 獎項和提名        | 獎項和提名 | 獎項和提名    |
| 獎項               | 頒發日期       | 類別                   | 得獎者或提名者    | 結果       | 來源          |
| ------------------ | -------------- | ---------------------- | ----------------- | ---------- | ------------- |
| 加拿大當代恐怖影展 | 2012年11月30日 | 最佳導演               | 帕諾斯·柯斯麥托斯 | 獲獎       | [ 82 ]        |
| 多倫多影評人協會獎 | 2012年12月18日 | 最佳處女作             | 帕諾斯·柯斯麥托斯 | 獲獎       | [ 83 ]        |
| 溫哥華影評人協會獎 | 2013年1月7日   | 最佳加拿大影片男主角   | 麥可·羅傑斯       | 獲獎       | [ 84 ] [ 85 ] |
| 溫哥華影評人協會獎 | 2013年1月7日   | 加拿大影片最佳導演     | 帕諾斯·柯斯麥托斯 | 獲獎       | [ 84 ] [ 85 ] |
| 溫哥華影評人協會獎 | 2013年1月7日   | 最佳不列顛哥倫比亞影片 | 《迷幻黑彩虹》    | 獲獎       | [ 84 ] [ 85 ] |

## 備註
1. ↑  當時以自行成立的音樂部門作掛名[1]。
2. ↑  在諾瑞嘉對抗尼加拉瓜的左翼政黨桑地諾民族解放陣線期間，獲得了美國中央情報局和五角大廈的支持。中央情報局向伊朗秘密出售武器以幫助諾瑞嘉的軍事行動而從中獲利，且對諾瑞嘉的販毒活動視而不見[45]。

## 外部連結
- 官方网站
- 互联网电影数据库（IMDb）上《迷幻黑彩虹》的资料（英文）
- Box Office Mojo上《迷幻黑彩虹》的資料（英文）
- 爛番茄上《迷幻黑彩虹》的資料（英文）
- Metacritic上《迷幻黑彩虹》的資料（英文）
- 豆瓣电影上《迷幻黑彩虹》的資料 （简体中文）
- 时光网上《迷幻黑彩虹》的資料（简体中文）